# Alan Battersby
Alan Rushton Battersby FRS (4 de março de 1925 - 10 de fevereiro de 2018) foi um químico britânico.